# George Popham
George Popham (Somerset, 1550-1608) est un explorateur et colonisateur anglais.

## Biographie
Sa jeunesse n'est pas connue.

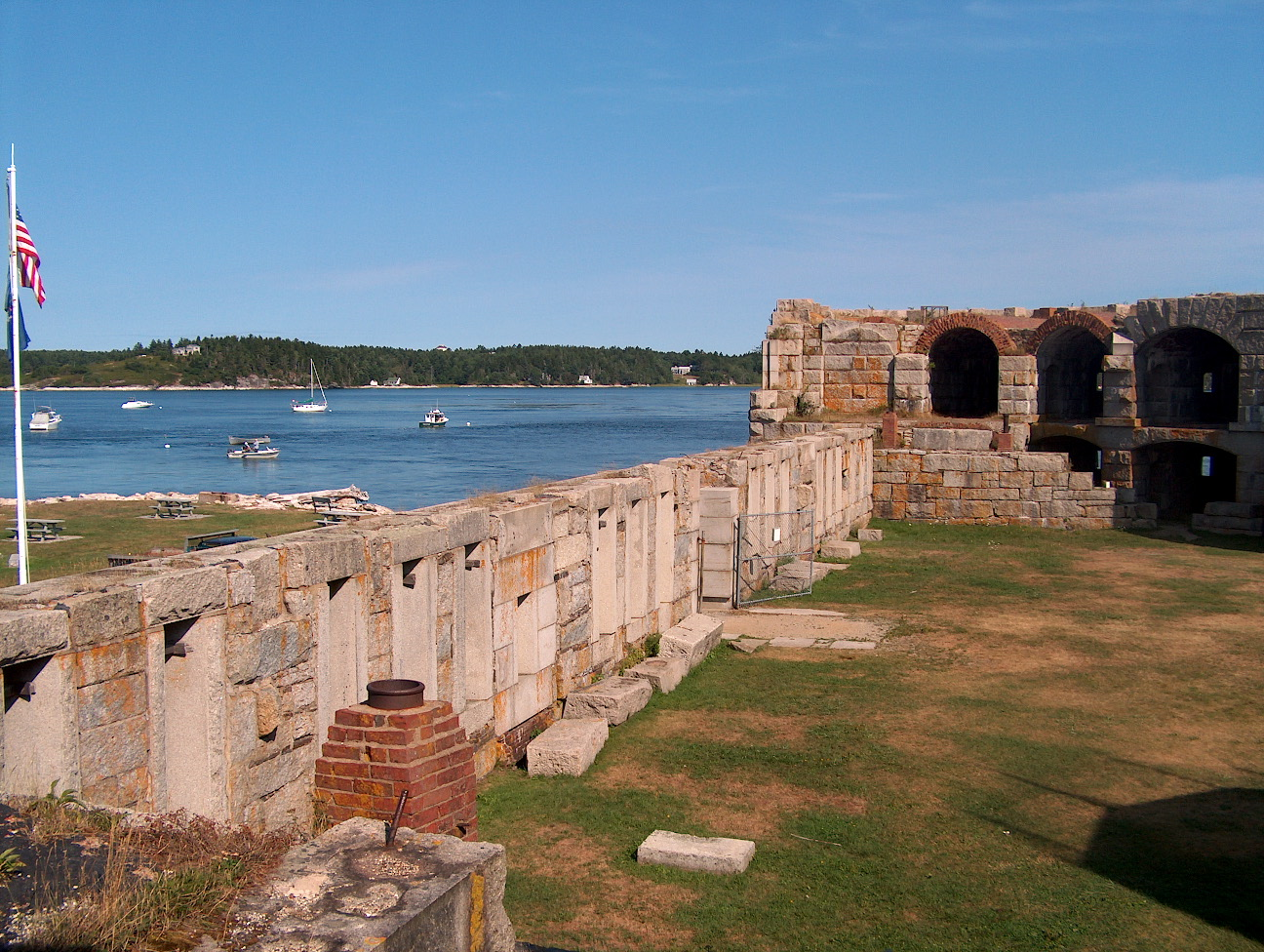
Reste du Fort Popham

Agent des douanes à Bridgewater (Somerset), il effectue un voyage en Guinée avec Robert Dudley puis, part pour l'Amérique du Nord où, avec Ferdinando Gorges et avec le financement de son oncle Sir John Popham, il se lance dans le commerce colonial.
Il quitte ainsi Plymouth en 1607 avec deux navires et cent-vingt colons et atteint la rivière Kennebec où il établit l'une des premières colonies britanniques du Nouveau Monde, la colonie Popham et le Fort Popham (en). (La colonie de Jamestown n'a été fondée que peu de temps avant.)
Élu président de la colonie en 1607, il y meurt l'année suivante, ce qui met fin à l'expérience.